# Абадаласа
Абадала́са (порт. Abadalassa, МФА: [ɐ.bɐ.dɐ.ˈɫa.sɐ]) — португальська середньовічна і ранньомодерна настільна гра. Була популярною серед шляхти в XV столітті, при дворах порутугальських королів Афонсу V і Жуана II. Зміст і правила гри невідомі. Вважається, що це був один із видів гри в шашки. Згадується у португальських історичних документах та літературі. Також — бадаласа (порт. Badalassa), бадалосо, бадалосу (порт. Badalosso).